# Mad TV
Mad TV ist eine Wirtschaftssimulation, entwickelt und veröffentlicht von Rainbow Arts im Jahr 1991. Das Spiel wurde für PCs mit dem Betriebssystem MS-DOS und den Heimcomputer Commodore Amiga umgesetzt und wurde von der Fachpresse positiv aufgenommen. Eine Version für den Atari ST war in Arbeit, wurde jedoch verworfen.

## Handlung
Der Spieler übernimmt die Rolle eines Programmdirektors und ist dafür zuständig, einen Fernsehsender zum Erfolg zu führen. Er muss sich dabei gegen zwei Computergegner behaupten. Spieler und Gegner teilen sich 100 Senderimagepunkte auf. Derjenige der drei Sender, der die besten Einschaltquoten während einer Stunde hat, gewinnt einen Imagepunkt vom schlechtesten Sender.
Zudem wird um die Anerkennung der hübschen Betty Botterbloom gekämpft, die im 13. Stockwerk des Hauses ein Büro besitzt. Das eigentliche Hauptziel des Spiels ist, Betty zu heiraten. Betty ist anspruchsvoll und sieht bevorzugt Kultursendungen, die jedoch niedrige Einschaltquoten haben und daher nur geringe Werbeeinnahmen erzielen. Um die Gunst von Betty zu steigern, können ihr auch Geschenke gekauft werden. Die Anerkennung von Betty kann jedoch erst dann vollständig gewonnen werden, wenn beide Computergegner besiegt werden, da die Anerkennung von Betty nie höher als das eigene Senderimage sein kann.
Der Spieler muss in dieser Wirtschaftssimulation neben der Verwaltung des Sendeplans auch Werbeverträge abschließen und Nachrichten einkaufen, kann eigene Serien und Shows produzieren und die Konkurrenz ausspionieren und sabotieren. Zur Bewertung der eigenen Arbeit stehen Statistiken über Einschaltquoten und Image zur Verfügung. Der Senderchef beobachtet das Geschehen ständig und kann den Spieler bei ausbleibendem Erfolg (= Senderimage unter 5 Punkten) im wahrsten Sinne des Wortes rauswerfen, was das Ende des Spiels zur Folge hat.
Der Spieler und die Computergegner bewegen sich in Echtzeit durch dasselbe Hochhaus, um in verschiedenen Büros die entsprechenden Aktionen durchzuführen. So gibt es neben dem Filmverleih unter anderem eine Werbeagentur, einen Drehbuchautor und einen Makler für Produktionsstudios. Um Stockwerke wechseln zu können, muss ein Aufzug genutzt werden. Es kann jedoch immer nur eine Person den Aufzug und die Büros benutzen, wodurch es möglich ist, entweder selbst die Computergegner zu blockieren oder spielentscheidende Sekunden zu verlieren, weil diese durch die Gegner belegt sind.
Daneben würzen einige besondere Ereignisse das Spielgeschehen. So kommt es gelegentlich zu terroristischen Anschlägen auf Konsulate, die im Hochhaus ebenfalls ansässig sind. Weiterhin taucht ab und zu ein Gerichtsvollzieher zur Pfändung auf. Diese Ereignisse können dazu „genutzt“ werden, andere Räume im Hochhaus zu leeren. Diese Räume können dann als Studio erworben werden.

## Entwicklungs- und Veröffentlichungsgeschichte
Kurz nach der Veröffentlichung sollte ein Add-on erscheinen, das das Hauptspiel um Filme, Serien und Shows erweitern sollte. Die Entwicklung wurde jedoch eingestellt.

### Nachfolger
1994 veröffentlichte Ikarion mit Mad News einen von Mad-TV-Erfinder Ralph Stock entwickelten inoffiziellen Nachfolger.
1996 lieferte Greenwood Entertainment mit Mad TV 2 den einzigen offiziellen Nachfolger. Von 2001 bis 2002 wurden sowohl Mad TV als auch Mad TV 2 zeitweise (bis zur Insolvenz der Greenwood-Entertainment-Muttergesellschaft Phenomedia) als Freeware angeboten.
Im Rahmen der Gamescom kündigte Kalypso Media mit M.U.D. TV einen inoffiziellen Nachfolger zu Mad TV an. Das Spiel ist im Februar 2010 erschienen.

### Fan-Remakes
Im Jahre 2002 erschien das von Fans erstellte Remake TVTower (ehemals TVGigant). Das Spiel lehnt sich stark an das Original an, es beinhaltet allerdings auch neue Features wie Dauerwerbesendungen, einen Online-Modus und verschiedene Sendertypen wie Antenne, Kabel und Satellit.

## Rezeption
Es handle sich um eine lebendige, actiongeladene, intrigante Wirtschaftssimulation für Fortgeschrittene. Trotz aller Details, Handlungsmöglichkeiten und Abwechslung verliert man nicht den Überblick. Die Grafik sei gelungen, das Gameplay sehr unterhaltsam. Die Spielidee sei genial und witzig. Die zahlreichen verrückten Titel der Sendungen und Werbespots sorgen für Schmunzeln. Lediglich die dünne Finanzdecke des angeschlagenen Senders stört anfangs. Wenn der Sender ein gutes Finanzpolster erfahren hat, fehle hingegen die Abwechslung.
Die deutschsprachige Ausgabe des britischen Magazins Retro Gamer stellte 2019 in einer Retrospektive heraus, dass Mad TV eine Zeitreise zu den TV-Sehgewohnheiten der 1990er-Jahre darstelle und mit der Darstellung tagespolitischen Geschehens seiner Zeit auch einen Abriss über die Geschichte der Zeit um 1990 liefere. Zum Erscheinungszeitpunkt habe das Spiel „frisch, frech und verführerisch leicht zugänglich“ gewirkt, und 28 Jahre später habe es dank seiner „drolligen“ Grafik, der komfortablen Bedienung und der „bezaubernden Blödeleien“ immer noch einen gewissen Suchtfaktor. Redakteur Heinrich Lenhardt kritisierte, dass das Spielprinzip nach „beschwingten Anfangsstunden“ voller „schelmischer Leichtigkeit“ auf lange Sicht wenig Abwechslung böte.